# Maycon de Andrade Barberan
Maycon de Andrade Barberan, noto con il solo prenome Maycon (San Paolo, 15 luglio 1997), è un calciatore brasiliano, centrocampista del Corinthians in prestito dallo Šachtar.

## Caratteristiche tecniche
Centrocampista centrale abile tecnicamente, atletico e dotato di un buon senso della posizione, è bravo nel recupero palla e nell'impostazione del gioco; per le sue caratteristiche è stato paragonato a Carlos Dunga.

## Carriera

### Club
Cresciuto nelle giovanili del Corinthians, ha debuttato il 12 giugno 2016 in un match perso 1-0 contro il Palmeiras.

### Nazionale
Con la nazionale Under-20 brasiliana ha preso parte al Campionato sudamericano Under-20 2017, collezionando 7 presenze e 1 rete.

## Statistiche

### Presenze e reti nei club
Statistiche aggiornate al 10 dicembre 2024.
| Stagione               | Squadra                | Campionato             | Campionato | Campionato | Coppe nazionali | Coppe nazionali | Coppe nazionali | Coppe continentali | Coppe continentali | Coppe continentali | Altre coppe | Altre coppe | Altre coppe | Totale | Totale |
| Stagione               | Squadra                | Comp                   | Pres       | Reti       | Comp            | Pres            | Reti            | Comp               | Pres               | Reti               | Comp        | Pres        | Reti        | Pres   | Reti   |
| ---------------------- | ---------------------- | ---------------------- | ---------- | ---------- | --------------- | --------------- | --------------- | ------------------ | ------------------ | ------------------ | ----------- | ----------- | ----------- | ------ | ------ |
| feb.-lug. 2016         | Corinthians            | A1/CP+A                | 2+10       | 0+1        | CB              | 0               | 0               | CL                 | 3                  | 0                  | -           | -           | -           | 15     | 1      |
| lug.-dic. 2016         | Ponte Preta            | A                      | 16         | 1          | CB              | 3               | 0               | -                  | -                  | -                  | -           | -           | -           | 19     | 1      |
| 2017                   | Corinthians            | A1/CP+A                | 36+13      | 1+2        | CB              | 5               | 1               | CS                 | 4                  | 1                  | -           | -           | -           | 58     | 5      |
| feb.-giu. 2018         | Corinthians            | A1/CP+A                | 10+14      | 0+1        | CB              | 2               | 1               | CL                 | 6                  | 0                  | -           | -           | -           | 32     | 2      |
| lug. 2018-2019         | Šachtar                | PL                     | 21         | 4          | KU              | 2               | 0               | UCL+UEL            | 6+1                | 1+0                | SU          | 0           | 0           | 30     | 5      |
| 2019-2020              | Šachtar                | PL                     | 10         | 1          | KU              | 0               | 0               | UCL+UEL            | 0+2                | 0+0                | SU          | 0           | 0           | 12     | 1      |
| 2020-2021              | Šachtar                | PL                     | 19         | 2          | KU              | 1               | 0               | UCL+UEL            | 6+4                | 0+0                | SU          | 0           | 0           | 30     | 2      |
| 2021-2022              | Šachtar                | PL                     | 15         | 0          | KU              | 0               | 0               | UCL                | 10                 | 0                  | SU          | 1           | 0           | 26     | 0      |
| Totale Shaktar Donetsk | Totale Shaktar Donetsk | Totale Shaktar Donetsk | 65         | 7          |                 | 3               | 0               |                    | 29                 | 1                  |             | 1           | 0           | 98     | 8      |
| apr.-dic. 2022         | Corinthians            | A                      | 11         | 0          | CB              | 2               | 0               | CL                 | 7                  | 2                  |             | -           | -           | 20     | 2      |
| 2023                   | Corinthians            | A1/CP+A                | 7+32       | 0+2        | CB              | 7               | 0               | CL+CS              | 4+8                | 0+1                |             | -           | -           | 58     | 3      |
| 2024                   | Corinthians            | A1/CP+A                | 10+2       | 2+0        | CB              | 1               | 0               |                    | -                  | -                  |             | -           | -           | 13     | 2      |
| Totale Corinthians     | Totale Corinthians     | Totale Corinthians     | 233        | 18         |                 | 24              | 2               |                    | 61                 | 5                  |             | -           | -           | 196    | 15     |
| Totale carriera        | Totale carriera        | Totale carriera        | 221        | 16         |                 | 16              | 2               |                    | 71                 | 4                  |             | 2           | 0           | 319    | 25     |

## Palmarès

### Competizioni nazionali
- Campionato brasiliano: 1

Corinthians: 2017
- Coppa d'Ucraina: 1

Šachtar: 2018-2019
- Campionato ucraino: 2

Šachtar: 2018-2019, 2019-2020
- Supercoppa d'Ucraina: 1

Šachtar: 2021

### Competizioni statali
- Campionato paulista: 2

Corinthians: 2017, 2018